# Ola Källenius
Ola Källenius (Västervik, 11 giugno 1969) è un dirigente d'azienda svedese, presidente del consiglio di amministrazione di Mercedes-Benz Group AG, e capo di Mercedes-Benz dopo che il suo predecessore Dieter Zetsche è andato in pensione il 22 maggio 2019.

## Biografia
Si è laureato presso la Stockholm School of Economics e l'Università di San Gallo, con master in International Management and Finance and Accounting.
Ha iniziato la sua carriera professionale nel 1993 presso l'ex Daimler-Benz AG, dove ha lavorato nel "International Junior Research Group". Dopo altri incarichi iniziali nel controllo di gestione, ha assunto varie posizioni dirigenziali all'interno di Daimler AG, incluso il responsabile del reparto acquisti "Powertrain" del Mercedes Car Group.
Nel 2010, ha assunto la presidenza della direzione di Mercedes-AMG, che ha ceduto a Tobias Moers il 1º ottobre 2013. Da ottobre 2013 è membro del comitato esecutivo di Mercedes-Benz Cars come responsabile delle vendite. È stato nominato nel consiglio di amministrazione di Daimler AG il 1 ° gennaio 2015. Il primo gennaio 2017 ha assunto la direzione della divisione "Group Research e Mercedes-Benz Cars Development" come membro del consiglio di amministrazione, succedendo a Thomas Weber, che era stato responsabile di questa divisione dal 2004.
Källenius è succeduto a Dieter Zetsche come presidente del consiglio di amministrazione di Daimler AG il 22 maggio 2019.
É un forte sostenitore dei veicoli elettrico ibrido plug-in all'interno di Daimler. Ha promosso l'iniziativa del nuovo modello elettrico, il marchio di prodotti e tecnologia EQ, insieme a un investimento di 12 miliardi di dollari nella nuova linea di veicoli a batteria di Mercedes-Benz. Nell'ambito dell'iniziativa ha proposto e sostenuto il lancio di una serie di dieci nuovi modelli Mercedes-Benz esclusivamente elettrici entro il 2022. La prima vettura è stata la Mercedes-Benz EQC, lanciata nel prima metà del 2019.

## Vita privata
Källenius è sposato con Sabine; la coppia ha tre figli. Sua moglie è una green influencer (parte della Green Globe Organization), sta spingendo l'ibrido plug-in e vuole rendere l'intera gamma Mercedes-Benz, inclusa l'ammiraglia Mercedes-Benz Classe G, completamente elettrica.